# Irlands finansminister
Irlands finansminister (engelska:Minister for Finance, iriska:An tAire Airgeadais) är ministern i Irlands regering ansvarig för finanspolitiken. Ämbetsinnehavaren är chef för Irlands finansdepartement (engelska: Department of Finance, iriska: An Roinn Airgeadais).
Den nuvarande finansministern är Michael Noonan (TD, ledamot av Dáil Éireann). Den biträdande ministern är minister för offentliga tjänster (Minister of State for Public Service Reform and the Office of Public Works); i regeringen Kenny innehas det ämbetet av Brian Hayes. 
Departementet och ministern kallas ibland Irish Exchequer (eller kort engelska: Exchequer, iriska: Státchiste); ett gammalt uttryck som härstammar från tiden av Chancellor of the Exchequer of Ireland.

## Allmänt

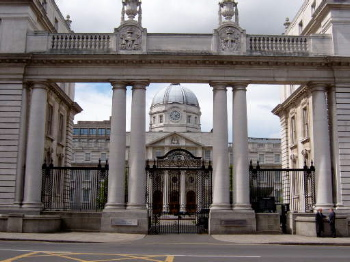
Finansdepartementet ligger i Dublin i anslutning till de övriga regeringsbyggnaderna

Finansministerns ställning är den näst betydande i kabinettet efter Taoiseach, regeringschefen. Ansvaret för finanspolitiken gör posten tung och ministern förutsätts att vara ledamot av Dáil Éireann. Flera finansministrar har avancerat till Taoiseach, nämligen Jack Lynch, Charles Haughey, Albert Reynolds, John Bruton, Bertie Ahern och Brian Cowen. Michael Collins var regeringschef i den provisoriska regeringen samtidigt som han var finansminister innan titeln Taoiseach togs i bruk; detsamma gäller hans efterträdare William Thomas Cosgrave som visserligen var endast tillförordnad finansminister.

### Budget
Ministern är ansvarig för att Irland får en statsbudget varje år. Vanligtvis meddelas budgeten i ett tal inför Dáil Éireann den första onsdagen i december. Det går vid behov att hålla talet vid en tidigare tidpunkt, ett sådant exempel är talet tisdagen den 14 oktober 2008 när finanskrisen tvingade ministern att skynda på följande års budget. Ministern presenterar statens intäkter och kostnader i detalj för det kommande året varje år.

## Lista över Irlands finansministrar
| Nummer | Namn                               | Tillträdde        | Avgick            | Parti               |
| ------ | ---------------------------------- | ----------------- | ----------------- | ------------------- |
| 1.     | Eoin MacNeill                      | 22 januari 1919   | 1 april 1919      | Sinn Féin           |
| 2.     | Michael Collins                    | 2 april 1919      | 22 augusti 1922   | Sinn Féin           |
| 3.     | William Thomas Cosgrave (tf.)      | 17 juli 1922      | 21 september 1923 | Cumann na nGaedheal |
| 4.     | Ernest Blythe                      | 21 september 1923 | 9 mars 1932       | Cumann na nGaedheal |
| 5.     | Seán MacEntee (1:a perioden av 2)  | 9 mars 1932       | 16 september 1939 | Fianna Fáil         |
| 6.     | Seán T. O'Kelly                    | 16 september 1939 | 14 juni 1945      | Fianna Fáil         |
| 7.     | Frank Aiken                        | 19 juni 1945      | 18 februari 1948  | Fianna Fáil         |
| 8.     | Patrick McGilligan                 | 18 februari 1948  | 13 juni 1951      | Fine Gael           |
|        | Seán MacEntee (2:a perioden av 2)  | 13 juni 1951      | 2 juni 1954       | Fianna Fáil         |
| 9.     | Gerard Sweetman                    | 2 juni 1954       | 20 mars 1957      | Fine Gael           |
| 10.    | James Ryan                         | 20 mars 1957      | 21 april 1965     | Fianna Fáil         |
| 11.    | Jack Lynch                         | 21 april 1965     | 10 november 1966  | Fianna Fáil         |
| 12.    | Charles Haughey                    | 10 november 1966  | 7 maj 1970        | Fianna Fáil         |
| 13.    | George Colley (1:a perioden av 2)  | 9 maj 1970        | 14 mars 1973      | Fianna Fáil         |
| 14.    | *Richie Ryan                       | 14 mars 1973      | 5 juli 1977       | Fine Gael           |
|        | *George Colley (2:a perioden av 2) | 5 juli 1977       | 11 december 1979  | Fianna Fáil         |
| 15.    | *Michael O'Kennedy                 | 12 december 1979  | 16 december 1980  | Fianna Fáil         |
| 16.    | *Gene Fitzgerald                   | 16 december 1980  | 30 juni 1981      | Fianna Fáil         |
| 17.    | John Bruton (1:a perioden av 2)    | 30 juni 1981      | 9 mars 1982       | Fine Gael           |
| 18.    | Ray MacSharry (1:a perioden av 2)  | 9 mars 1982       | 14 december 1982  | Fianna Fáil         |
| 19.    | Alan Dukes                         | 14 december 1982  | 14 februari 1986  | Fine Gael           |
|        | *John Bruton (2:a perioden av 2)   | 14 februari 1986  | 10 mars 1987      | Fine Gael           |
|        | *Ray MacSharry (2:a perioden av 2) | 10 mars 1987      | 24 november 1988  | Fianna Fáil         |
| 20.    | Albert Reynolds                    | 24 november 1988  | 7 november 1991   | Fianna Fáil         |
|        | Charles Haughey (tf.)              | 7 november 1991   | 14 november 1991  | Fianna Fáil         |
| 21.    | Bertie Ahern                       | 14 november 1991  | 15 december 1994  | Fianna Fáil         |
| 22.    | Ruairi Quinn                       | 15 december 1994  | 26 juni 1997      | Arbetarpartiet      |
| 23.    | Charlie McCreevy                   | 26 juni 1997      | 29 september 2004 | Fianna Fáil         |
| 24.    | Brian Cowen                        | 29 september 2004 | 7 maj 2008        | Fianna Fáil         |
| 25.    | Brian Joseph Lenihan               | 7 maj 2008        | 9 mars 2011       | Fianna Fáil         |
| 26.    | Michael Noonan                     | 9 mars 2011       | 14 juni 2017      | Fine Gael           |
| 27.    | Paschal Donohoe                    | 14 juni 2017      | nuvarande         | Fine Gael           |

*=minister för offentliga tjänster samtidigt som finansminister